# Levantamiento en Santiago de Cuba
El Levantamiento en Santiago de Cuba del 30 de noviembre de 1956 fue una revuelta que se produjo con propósito principal apoyar el desembarco del yate Granma que venía de México con una expedición para comenzar una insurrección armada contra la dictadura de Fulgencio Batista.

## Organización
El levantamiento fue organizado principalmente por Frank País, que en aquel entonces era el principal dirigente del Movimiento 26 de Julio (M-26-7). Se había esta ciudad debido a las concentraciones de unidades militares estacionadas en la ciudad, haciendo necesario impedir por todos los medios que estas fuerzas intervinieran en el desembarco y que los cubanos llegaran a la Sierra Maestra. Las demás provincias del país debían, principalmente, eliminar las comunicaciones entre las fuerzas batistianas. Los puntos básicos a ser atacados durante el enfrentamiento eran la Policía Nacional, la Policía Marítima y el Cuartel Moncada. El plan de acción se configuró de la siguiente manera:
- 5 comandos tenían que rodear y embestir el Cuartel Moncada, sin ocuparlo, a partir de que oyeran los estallidos del mortero; de no escucharse las explosiones, debía seguirse con el plan a partir de las 7:00 a. m. de cualquier manera.
- Las Brigadas Juveniles debían construir barricadas en las vías de salida del cuartel para impedir que se le llevaran refuerzos a las unidades de Policía Marítima y la Nacional.
- Una brigada debía darle apoyo al plan de huida de los prisioneros políticos de la Cárcel de Boniato, en el Poblado Boniato y luego se incorporarían al ataque en el Cuartel Moncada. De una ferretería se debían obtener los fusiles de bajo calibre que se utilizarían.
- La Triple A y la organización Acción Libertadora serían las encargadas del asalto al aeropuerto y al Distrito Naval.
- Se emitirían transmisiones radiales y se repartirían proclamas a la población y los líderes dirigirían las acciones desde la Casa Cuartel escogida.

Los dirigentes nacionales eran Frank País, Armando Hart y Haydée Santamaría. Los principales dirigentes provinciales Bilito Castellan, Gloria Cuadras, Ramón Álvarez, María Antonia Figueroa y Vilma Espín. Luego de las acciones los expedicionarios serían guiados a la Sierra Maestra según la recepción organizada por Celia Sánchez. Las condiciones de la acción fueron atropellados, debido a que no todos los combatientes estaban armados ni uniformados, pero aun así actuaron de acuerdo al plan inicial, acordando que los milicianos desarmados tomarían el equipo decomisado a la policía.

## Acciones
La acción estuvo no estuvo bien coordinada, empezando con el cerca al cuartel Moncada. A pesar de ello, los comandos restantes ocuparon la Estación de la Policía Marítima y tomaron sus armas.
El edificio de la Policía Nacional fue quemada y derribada, pero no pudo ser tomada. Murieron en combate Tony Alomá, Pepito Tey y Otto Parellada, Jefe del Comando, y otros 2 compañeros fueron heridos. Otras escaramuzas tuvieron lugar con las tropas que intentaron expulsar a los rebeldes atrincherados en el Instituto de Segunda Enseñanza. En Guantánamo se ocupó un cuartel secundario y en otras provincias se efectuaron sabotajes a medios de comunicaciones.

## Resultados
El resultado final de la operación no coincidió con los objetivos, ya que el desembarco no llegó a producirse ese día pero marcó el reinicio de las luchas que había comenzado Fidel Castro y sus compañeros con el asalto al Cuartel Moncada el 26 de julio de 1953 en esa misma ciudad.